# Zahrada Bertramka

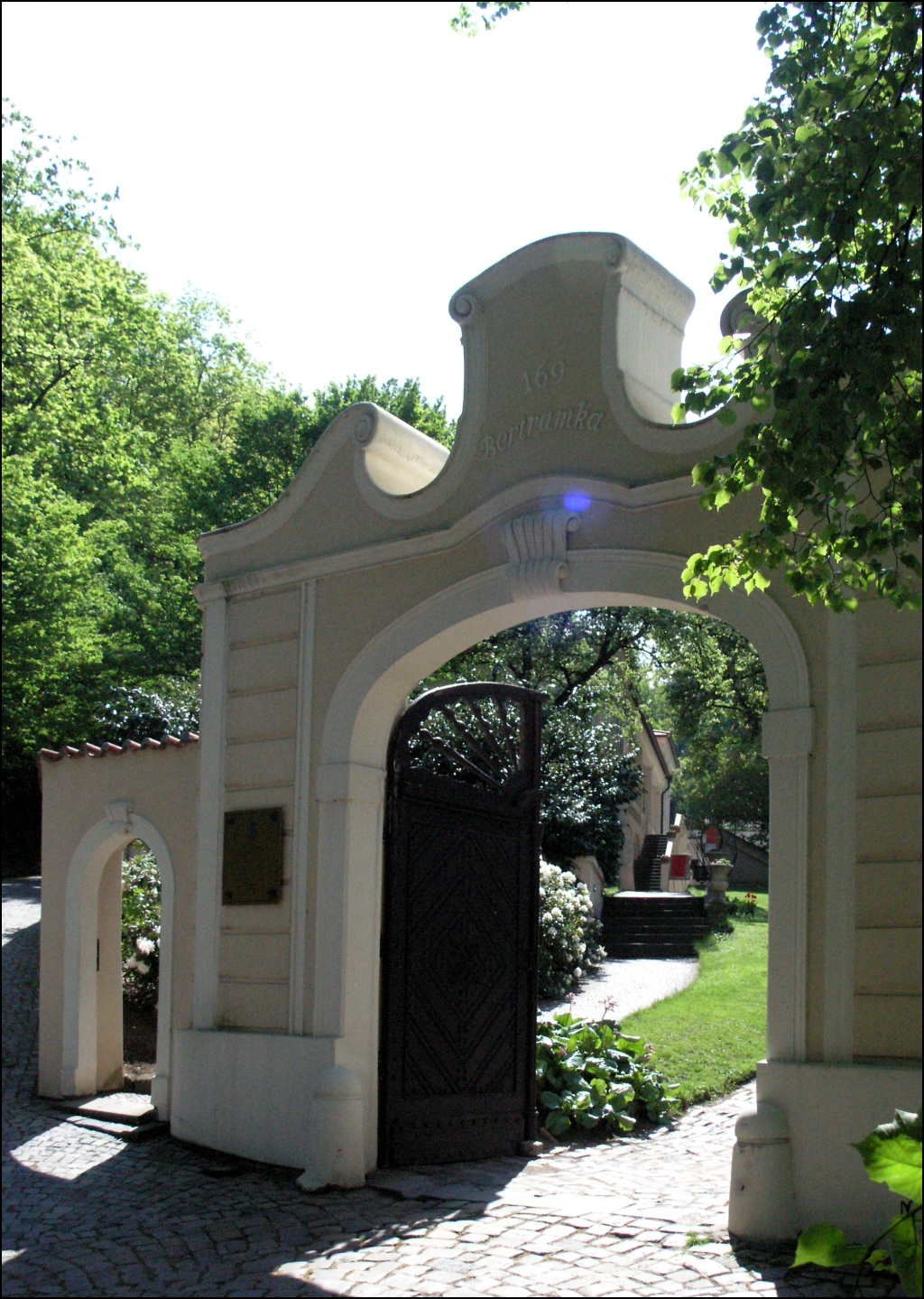
Vchod do areálu Bertramky

Zahrada Bertramka se nachází v Mozartově ulici na Praze 5. Má rozlohu 0,56 hektaru a nachází se v nadmořských výškách od 217 do 246 m n. m. Společně s usedlostí Bertramka je chráněna jako kulturní památka České republiky.

## Minulost
Bertramka vznikla za hranicemi tehdejší Prahy jako usedlost s kartuziánskými vinicemi. Vdova po Kryštofu Kobrovi z Kobersberku skoupila chmelnice, připojila k nim vinici Na Věnečku, později vinice Prkýnka a Peňka (Bémka). V roce 1699 se stal majitelem pozemků Jan František Pimsborn. Tento malostranský sládek kolem roku 1700 vybudoval barokní sídlo, zvané původně Cukrářka. Toto skončilo v dražbě a jméno Bertramka získalo po dalších majitelích, kterými byli od roku 1743 František Bertram z Bertramu a jeho manželka Františka. Panská usedlost byla přestavěna na předměstskou vilu.
Po Bertramech se zde vystřídala řada majitelů. V dubnu 1784 koupila Bertramku operní pěvkyně Josefína Dušková. Na podzim roku 1787 navštívil manžele Duškovy v jejich sídle na Bertramce Wolfgang Amadeus Mozart a komponoval zde předehru k opeře Don Giovanni. Mozart na Bertramce napsal pro Josefinu i árii Resta o cara (Zůstaň má milá) s recitativem Bella mia fiamma, addio (Sbohem můj krásný plameni).
Za časů Bertramů zde byla jen užitková zahrada a jen postupně byla upravována na předměstskou villegiaturu – usedlost, typickou pro Smíchov té doby.
Za Duškových zde byla stodola, u které se nacházela vstupní část zahrady. Zahrada se rozprostírala do mírného kopce na jihozápad. Tvořily ji dva malé okruhy u obytných stavení a jeden velký okruh po obvodu zahrady. Tato dispozice je zachována dodnes. Zahrada se začala formovat na konci 18. století. Později, v 19. století, byla upravena nejdříve romanticky, a v druhé polovině toho samého století novoromanticky.

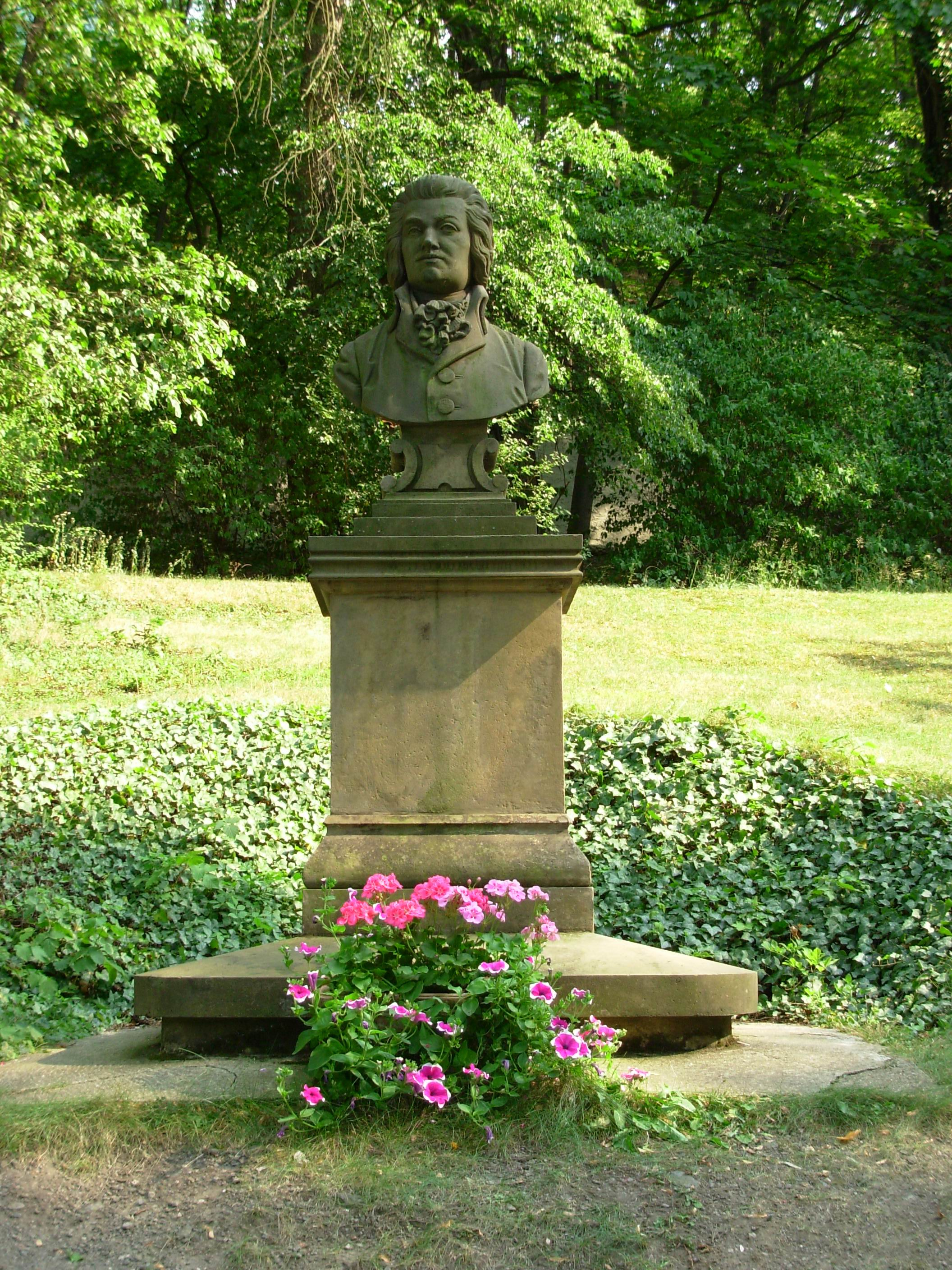
Mozartova busta

Jedním z majitelů byl i Lambert Popelka, ctitel Mozarta. Tuto zálibu po něm zdědil i jeho syn Adolf, který dal podle návrhu Tomáše Seidana v roce 1876 zhotovit v zahradě Mozartovu bustu. Po požáru Bertramky v roce 1872 a po smrti Popelkovy vdovy získala nemovitost Mathilda Sliwenská. Tato ji ve své závěti odkázala salcburskému Mozarteu. Po roce 1918 byla Bertramka převedena na Mozartovu obec v ČSR.

## Novodobé úpravy zahrady
Za protektorátu se zahrada začala rekonstruovat a podařilo se opravit i salu terrenu. Rekonstrukce zahrady byla dokončena až v roce 1956. V letech 1989 až 1991 se realizovaly další úpravy zahrady. Návrh úprav vypracovaly D. Všetečková a O. Zákrejsová.

## Současnost
Zahrada je v dnešní době pro veřejnost přístupná pouze v době konání kulturních akcí. Sala terrena s původními malbami z let 1700 a 1780 dnes slouží jako koncertní síň. Bertramka byla po soudních sporech v roce 2009 vrácena Mozartově obci.

### Stromy na zahradě
Na celé ploše zahrady jsou zasazené letité stromy. Najdeme tady duby letní i zimní, dále lípy velkolisté i malolisté, břízy bělokoré, buk lesní, javor mléč, lísky turecké, tis červený a jírovec maďal. Nad kamenným stolem se tyčí vysoký kaštan.
V horní části zahrady je již zmiňovaná busta W. A. Mozarta a ještě výše kamenný stůl a lavice, kde Mozart komponoval. V horní části zahrady se nachází původní zahradní bazének.